# Авуц-Тар
Монастир Авуц-Тар (X—XVIII ст.) — монастир, що розташований між Гарні і Гегардом, нависаючи над каньйоном р. Азат. Його основні споруди з трьох боків оточені значної стіною. У сотні метрів розташований невеликий хрестовокупольний храм, складений з червоних і чорних туфових блоків.
За легендою, в одній зі стін цієї церкви був похований син місцевого князя. У протилежній стороні від церкви — ще одна невелика споруда, яка, мабуть, служила каплицею. На території монастиря і в його околицях можна побачити значне число хачкарів дуже тонкої роботи.
Монастир можна побачити і з протилежного боку каньйону, наприклад, із села Гохт, жителі якої займаються вирощуванням тютюну.